# Jari Kinnunen
Jari Kinnunen (Äänekoski, 12 september 1966) is een voormalig profvoetballer uit Finland, die speelde als verdediger gedurende zijn carrière. Hij beëindigde zijn actieve loopbaan in 1997 bij de Finse club IF Kraft Närpiö.

## Interlandcarrière
Kinnunen kwam in totaal 25 keer uit voor de nationale ploeg van Finland in de periode 1992–1994. Hij maakte zijn debuut onder leiding van bondscoach Tommy Lindholm op woensdag 3 juni 1992 in de vriendschappelijke thuiswedstrijd tegen Engeland (2-1 nederlaag) in Helsinki. Zijn eerste en enige interlandtreffer maakte Kinnunen op 21 februari 1993 in de vriendschappelijke indoorwedstrijd tegen Litouwen (3-0-overwinning).

## Erelijst
Kuusysi Lahti
- Fins landskampioen

1991
 FC Haka
- Fins landskampioen

1995